# Rio Deia (Moldova)
O Rio Deia é um rio da Romênia, afluente do Moldova, localizado no distrito de Suceava.